# Oligia fractilinea
Oligia fractilinea är en fjärilsart som beskrevs av Augustus Radcliffe Grote 1874. Oligia fractilinea ingår i släktet Oligia och familjen nattflyn. Inga underarter finns listade i Catalogue of Life.